# رئيس مجلس مفوضي الشعب في الاتحاد السوفيتي

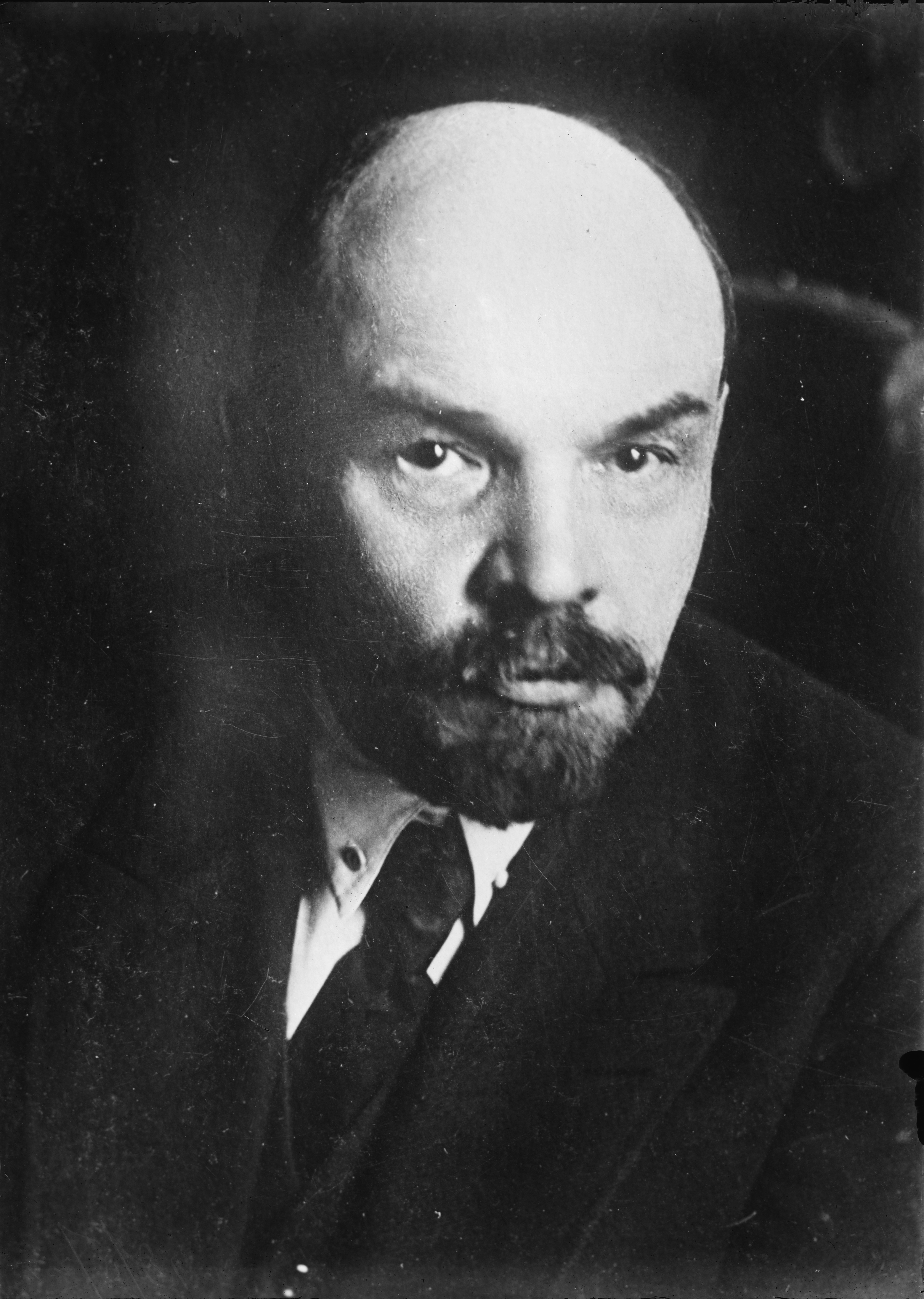
فلاديمير لينين ، أول رئيس لمجلس مفوضي الشعب في الاتحاد السوفيتي.

كان رئيس مجلس مفوضي الشعب في الاتحاد السوفييتي هو رئيس حكومة الاتحاد السوفييتي أثناء وجود مجلس مفوضي الشعب في الاتحاد السوفييتي من عام 1923م إلى عام 1946م.

## تاريخ
تم إنشاء منصب رئيس مجلس مفوضي الشعب في الاتحاد السوفيتي، وهو رئيس الهيئة التنفيذية للجنة التنفيذية المركزية للاتحاد السوفيتي، بموجب معاهدة تشكيل اتحاد الجمهوريات الاشتراكية السوفيتية ، والتي دخلت حيز التنفيذ بعد موافقة المؤتمر الأول للسوفيت في اجتماع عقد في 30 ديسمبر 1922م. تم تعيين أول رئيس لمجلس مفوضي الشعب في الاتحاد السوفيتي في المنصب في الدورة الثانية للجنة التنفيذية المركزية للاتحاد السوفيتي في 6 يوليو 1923م.

### 1923–1930
كان تعيين فلاديمير لينين رئيسًا لمجلس مفوضي الشعب في الاتحاد السوفيتي في 6 يوليو 1923م ذا دلالة رمزية بحتة، إذ حالت حالته الصحية المتردية دون مشاركته الفعالة في الشؤون العامة، ومنذ مايو 1923م، كان يُترك دون انقطاع في منزل چوركي لينينسكييي قرب موسكو تحت إشراف الأطباء. قبل وفاة لينين عام 1924م، تولى أليكسي ريكوف القيادة الفعلية لمجلس مفوضي الشعب في الاتحاد السوفيتي.
بعد أن حلَّ محلَّ لينين كرئيسٍ للحكومة، سعى أليكسي ريكوف بنشاطٍ إلى تطبيق السياسةٍ الاقتصاديةٍ الجديدة ، وفي أواخر عشرينيات القرن العشرين عارض تقليصها. وعارض ستالين، إلى جانب نيكولاي بوخارين وميخائيل تومسكي ، في نقاشٍ حول التنظيم الجماعي  ، وعارض فرض التحول الصناعي ، وعارض اعتماد نظام الخمسية لتخطيطٍ التنمية الاقتصادية ، مما أثار استياءً لدى النخبة الحزبية. قال جوزيف ستالين للكاتب مكسيم غوركي: «نفكر في تغيير ريكوف، إنه في حيرةٍ من أمره!»، فردَّ ريكوف مباشرةً على ستالين: «سياستك لا تُشبه الاقتصاد!». وفي خريف عام 1929م، اعترف علنًا بأخطائه، وخسر أمام ستالين. 
وفقًا للمؤرخ البولندي ماريان كاميل دزيفانوفسكي ، عُيّن ريكوف رئيسًا للاتحاد السوفييتي بفضل دعم ستالين، كجزء من جهد أوسع لبناء تحالف في المكتب السياسي. جادل دزيفانوفسكي بأن تروتسكي، وليس ريكوف، كان ليكون الخليفة الطبيعي للينين لو قَبِل منصب نائب الرئيس. 
بين عامي ١٩٢٤م و ١٩٢٩م، شغل ريكوف، بالتزامن مع منصبه كرئيس لحكومة الاتحاد السوفيتي، منصب رئيس مجلس مفوضي الشعب في جمهورية روسيا الاتحادية الاشتراكية السوفيتية. في ديسمبر ١٩٣٠م، عُزل من منصبه كرئيس لمجلس مفوضي الشعب في الاتحاد السوفيتي، وسرعان ما عُيّن مفوضًا للشعب لشؤون البريد والبرقية في الاتحاد السوفيتي.

### 1930–1941

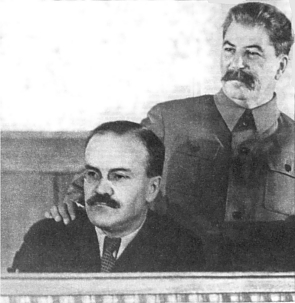
جوزيف ستالين مع فياتشيسلاف مولوتوف.

حل فياتشيسلاف مولوتوف محل أليكسي ريكوف كرئيس لمجلس مفوضي الشعب في الاتحاد السوفيتي، حيث شغل هذا المنصب لأطول فترة (أكثر من 10 سنوات) وجمع بين منصب رئيس الحكومة ومناصب أخرى: رئيس مجلس العمل والدفاع ، ولجنة الدفاع ، والمجلس الاقتصادي التابع لمجلس مفوضي الشعب في الاتحاد السوفيتي، ومنذ عام 1939م - مفوض الشعب للشؤون الخارجية في الاتحاد السوفيتي.
في 6 مايو 1941م، أُعفي مولوتوف من منصبه كرئيس لمجلس مفوضي الشعب في الاتحاد السوفيتي، وتولى منصب نائب رئيس الحكومة. وكان السبب الرسمي لاستقالة مولوتوف هو طلباته العديدة، بدافع صعوبة الوفاء بواجبات رئيس الحكومة إلى جانب واجبات مفوض الشعب للشؤون الخارجية.  ووفقًا لبعض المؤرخين، فإن الأسباب الحقيقية لإقالة مولوتوف من قيادة الحكومة كانت كراهية جوزيف ستالين الشخصية وقرار الأخير بتولي منصب رئيس مجلس مفوضي الشعب في الاتحاد السوفيتي لتركيز الحزب والسلطة التنفيذية للدولة في وضع دولي صعب عشية غزو ألمانيا للاتحاد السوفيتي.

### 1941–1946
خلال الحرب الوطنية العظمى ، من 30 يونيو 1941م إلى 4 سبتمبر 1945م، كانت جميع السلطات في الاتحاد السوفيتي تابعة للجنة الدفاع عن الدولة في الاتحاد السوفيتي بقيادة جوزيف ستالين ، الذي جمع خلال هذه الفترة بين منصب رئيس لجنة الدفاع عن الدولة في الاتحاد السوفيتي ومنصبي رئيس مجلس مفوضي الشعب في الاتحاد السوفيتي ومفوض الشعب للدفاع. خلال الحرب، كانت أنشطة مفوضيات الشعب في الاتحاد السوفيتي تابعة للجنة الدفاع عن الدولة في الاتحاد السوفيتي، والتي لم يكن لها جهازها الخاص واعتمدت على الموارد الإدارية لمفوضيات الشعب .
بموجب مرسوم صادر عن لجنة الدفاع عن الدولة في 15 أكتوبر 1941م، تم إجلاء مجلس مفوضي الشعب في الاتحاد السوفييتي، إلى جانب هيئات أخرى من السلطة والإدارة في الدولة، إلى مدينة كويبيشيف (سامارا) ، وبقي جوزيف ستالين، بصفته رئيس لجنة الدفاع عن الدولة في الاتحاد السوفييتي ومقر القيادة العليا العليا، في موسكو.
في عام 1946م، وفيما يتصل بتحويل مجلس مفوضي الشعب في الاتحاد السوفييتي إلى مجلس وزراء الاتحاد السوفييتي ، تم تغيير منصب رئيس حكومة الاتحاد السوفييتي إلى «رئيس مجلس وزراء الاتحاد السوفييتي». 

## قائمة رؤساء مجلس مفوضي الشعب في الاتحاد السوفييتي ونوابهم
فيما يلي قوائم بأسماء رؤساء مجلس مفوضي الشعب في الاتحاد السوفيتي ، ونوابهم الأوائل، ونواب رئيسه. قائمة رؤساء مجلس مفوضي الشعب في الاتحاد السوفيتي مُرتبة ترتيبًا زمنيًا. لكل رئيس، تُدرج قوائم أبجدية بأسماء نوابه الأوائل ونوابه. تواريخ تولي كل منهم للمنصب مُبينة بين قوسين.
| حكومة لينين (1923-1924) | حكومة لينين (1923-1924)                       | حكومة لينين (1923-1924) |
| رقم                     | رئيس مجلس مفوضي الشعب                         | نواب الرئيس |
| ----------------------- | --------------------------------------------- | --- |
| 1                       | فلاديمير لينين (6 يوليو 1923 – 21 يناير 1924) | - ليف كامينيف (6 يوليو 1923 - 16 يناير 1926) - ماميا أوراكيلاشفيلي (6 يوليو 1923 – 21 مايو 1925) - أليكسي ريكوف (6 يوليو 1923 - 2 فبراير 1924) - ألكسندر تسيوروبا (6 يوليو 1923 – 8 مايو 1928) - فلاس شوبار (6 يوليو 1923 – 21 مايو 1925) |

| حكومة ريكوف (1924–1930) | حكومة ريكوف (1924–1930)                       | حكومة ريكوف (1924–1930) |  |
| رقم                     | رئيس مجلس مفوضي الشعب                         | نواب الرئيس |  |
| ----------------------- | --------------------------------------------- | --- |  |
| 2                       | أليكسي ريكوف (2 فبراير 1924 – 19 ديسمبر 1930) | |  |
| 2                       | أليكسي ريكوف (2 فبراير 1924 – 19 ديسمبر 1930) | - ليف كامينيف (6 يوليو 1923 - 16 يناير 1926) - فاليريان كويبيشيف (16 يناير 1926 – 5 نوفمبر 1926، 10 نوفمبر 1930 – 14 مايو 1934) - ماميا أوراكيلاشفيلي (6 يوليو 1923 – 21 مايو 1925) - سيرجو أوردجونيكيدزه (5 نوفمبر 1926 - 10 نوفمبر 1930) - جانيس رودزوتاكس (16 يناير 1926 - 25 مايو 1937) - ألكسندر تسيوروبا (6 يوليو 1923 – 8 مايو 1928) - فلاس شوبار (6 يوليو 1923 – 21 مايو 1925) - فاسيلي شميت (11 أغسطس 1928 – 1 ديسمبر 1930) |  |

| حكومة مولوتوف (1930–1941) | حكومة مولوتوف (1930–1941)                                                  | حكومة مولوتوف (1930–1941) |
| رقم                       | رئيس مجلس مفوضي الشعب                                                      | نواب الرئيس الأوائل |
| ------------------------- | -------------------------------------------------------------------------- | --- |
| 3                         | ملف:В.М. Молотов.jpg · فياتشيسلاف مولوتوف · (19 ديسمبر 1930 – 6 مايو 1941) | - نيكولاي فوزنيسينسكي (10 مارس 1941 - 15 مارس 1946) - فاليريان كويبيشيف (14 مايو 1934 – 25 يناير 1935) |
| 3                         | ملف:В.М. Молотов.jpg · فياتشيسلاف مولوتوف · (19 ديسمبر 1930 – 6 مايو 1941) | نواب الرئيس |
| 3                         | ملف:В.М. Молотов.jpg · فياتشيسلاف مولوتوف · (19 ديسمبر 1930 – 6 مايو 1941) | - أندريه أندريف (22 ديسمبر 1930 - 9 أكتوبر 1931) - نيكولاي أنتيبوف (27 أبريل 1935 - 21 يونيو 1937) - لافرينتي بيريا (3 فبراير 1941 – 15 مارس 1946) - نيكولاي بولجانين (16 سبتمبر 1938 - 15 مايو 1944) - نيكولاي فوزنيسينسكي (4 أبريل 1939 - 10 مارس 1941) - كليمنت فوروشيلوف (7 مايو 1940 - 15 مارس 1946) - أندريه فيشينسكي (31 مايو 1939 – 15 مايو 1944) - روزاليا زيملياتشكا (8 مايو 1939 - 26 أغسطس 1943) - لازار كاجانوفيتش (21 أغسطس 1938 - 15 مايو 1944) - ستانيسلاف كوسيور (19 يناير 1938 – 3 مايو 1938) - أليكسي كوسيجين (17 أبريل 1940 - 15 مارس 1946) - فاليريان كويبيشيف (10 نوفمبر 1930 – 14 مايو 1934) - فياتشيسلاف ماليشيف (17 أبريل 1940 - 15 مايو 1944) - فاليري ميزلاوك (25 أبريل 1934 - 25 فبراير 1937، 17 أكتوبر 1937 - 1 ديسمبر 1937) - ليف ميخليس (6 سبتمبر 1940 – 15 مايو 1944) - أناستاس ميكويان (22 يوليو 1937 - 15 مارس 1946) - ميخائيل بيرفوخين (17 أبريل 1940 – 15 مايو 1944) - جانيس رودزوتاكس (16 يناير 1926 - 25 مايو 1937) - مكسيم سابوروف (10 مارس 1941 - 15 مايو 1944) - فلاس شوبار (24 أبريل 1934 - 4 يوليو 1938) |

| حكومة ستالين (1941–1946) | حكومة ستالين (1941–1946)                  | حكومة ستالين (1941–1946) |
| رقم                      | رئيس مجلس مفوضي الشعب                     | نواب الرئيس الأوائل |
| ------------------------ | ----------------------------------------- | --- |
| 4                        | جوزيف ستالين (6 مايو 1941 – 15 مارس 1946) | - نيكولاي فوزنيسينسكي (10 مارس 1941 - 15 مارس 1946) - فياتشيسلاف مولوتوف (16 أغسطس 1942 - 15 مارس 1946) |
| 4                        | جوزيف ستالين (6 مايو 1941 – 15 مارس 1946) | نواب الرئيس |
| 4                        | جوزيف ستالين (6 مايو 1941 – 15 مارس 1946) | - لافرينتي بيريا (3 فبراير 1941 – 15 مارس 1946) - نيكولاي بولجانين (16 سبتمبر 1938 - 15 مايو 1944) - كليمنت فوروشيلوف (7 مايو 1940 - 15 مارس 1946) - أندريه فيشينسكي (31 مايو 1939 – 15 مايو 1944) - روزاليا زيملياتشكا (8 مايو 1939 – 26 أغسطس 1943) - لازار كاجانوفيتش (21 أغسطس 1938 - 15 مايو 1944، 20 ديسمبر 1944 - 15 مارس 1946) - أليكسي كوسيجين (17 أبريل 1940 - 15 مارس 1946) - جورجي مالينكوف (15 مايو 1944 – 15 مارس 1946) - فياتشيسلاف ماليشيف (17 أبريل 1940 – 15 مايو 1944) - ليف ميخليس (6 سبتمبر 1940 – 15 مايو 1944) - أناستاس ميكويان (22 يوليو 1937 - 15 مارس 1946) - فياتشيسلاف مولوتوف (6 مايو 1941 – 16 أغسطس 1942) - ميخائيل بيرفوخين (17 أبريل 1940 – 15 مايو 1944) - مكسيم سابوروف (10 مارس 1941 – 15 مايو 1944) |